# Förnimbarhet
Förnimbarhet är förmågan att känna, uppfatta och vara medveten, eller att ha subjektiva upplevelser.
Sjuttonhundratalets filosofer använde begreppet för att särskilja förmåga att tänka ("Förnuft") från förmågan att som "kännande varelser" förnimma "sentience". I modern västerländsk filosofi är förnimbarhet förmågan att ha känslor eller erfarenheter, vilket av flera tänkare beskrivs som "Qualia". För österländsk filosofi är förnimbarhet en metafysisk kvalitet i allt som kräver respekt och omtanke. 